# 山奔龙属
山奔龍屬，又名奔山龍屬，是鳥臀目恐龍的一個屬，生存於白堊紀晚期（坎潘階）的北美洲，約7670萬年前的蒙大拿州，化石僅發現於雙麥迪遜組。

## 發現與命名
山奔龍的化石是由Robert Makela發現於蒙大拿州提頓縣，跟慈母龍發現於相同地區。模式種是馬氏山奔龍（O. makelai），是由傑克·霍納（Jack Horner）與大衛·威顯穆沛（David B. Weishampel）在1988年敘述、命名。屬名意為「山的奔跑者」，種名則是以發現化石的Robert Makela為名。
正模標本（編號MOR 294）是一個部分身體骨骼與頭顱骨，發現於雙麥迪遜組（Two Medicine Formation）的下層，地質年代約7500萬年前，相當於白堊紀晚期的坎潘階。副模標本包含：編號MOR 249標本的19個蛋化石與胚胎化石、編號PP 22412標本的後肢化石、編號MOR 331標本的ㄧ個部分身體骨骼、編號MOR 248的頭顱骨與身體骨骼、編號MOR 403標本的腦殼。目前還沒有奔山龍的詳細研究，但過去曾有一篇奔山龍的未發表研究。

## 敘述
山奔龍是小型、二足、草食性恐龍，可能與懼龍、野牛龍等恐龍共同生存於同一地區。全長估計約2.5公尺。鑑定特徵包含眼瞼骨後端接觸到眶後骨、顴骨有隆起、手腕骨頭沒有癒合、上頜骨與齒骨的牙齒呈三角形。
山奔龍胚胎化石的骨頭、牙齒已發展良好，霍納等人推測山奔龍是早熟性動物；而生存於相同環境的慈母龍，幼體孵化後仍需要長時間的親代養育。
山奔龍被推測是穴居動物，如同牠們的近親掘奔龍，這是根據牠們骨頭的散佈與地點來判斷的。

## 分類
山奔龍被歸類於稜齒龍科，是已知生存年代最晚的物種。目前稜齒龍類被視為並系群，而奔山龍是真鳥腳類的原始物種。

## 大眾文化
山奔龍出現在探索頻道的《恐龍星球》（Dinosaur Planet）電視節目第三輯，在節目裡牠們以群體方式生活，並且有一群傷齒龍獵食牠們。